# Georgi Nikolajewitsch Prokofjew
Georgi Nikolajewitsch Prokofjew (russisch Георгий Николаевич Прокофьев; * 9. Septemberjul. / 21. September 1897greg. in St. Petersburg; † 29. Januar 1942 in Leningrad) war ein russischer Linguist, Ethnograph und Hochschullehrer.

## Leben
Prokofjew studierte an der ethnographischen Fakultät des Geographischen Instituts, die dann die ethnographische Abteilung der geographischen Fakultät der Universität Leningrad wurde. Seine Lehrer waren Lew Jakowlewitsch Sternberg und Wladimir Germanowitsch Bogoras.
1921 wurde Prokofjew von der Gewerbe-Expedition für den Norden zur Durchführung von Untersuchungen zu den Nenzen geschickt. Er sammelte nicht nur ethnographisches Material, sondern zeichnete auch Landschaften, Genreszenen und Porträts. Auf der Ausstellung der Expeditionsergebnisse im Januar 1922 wurden auch Prokofjews Aquarelle ausgestellt, und Prokofjew hielt zwei Vorträge über die Samojeden und über den Ob und das Eis der Karasee.
1925 wurde Prokofjew vom Komitee des Nordens beim Präsidium des Allrussischen Zentralen Exekutivkomitees zur Untersuchung der wirtschaftlichen und kulturellen Situation  der Keten und Nenzen in die Tasowski-Tundra geschickt. Dort arbeitete er drei Jahre lang zusammen mit seiner Frau Jekaterina Dmitrijewna, ebenfalls Absolventin der ethnographischen Abteilung, als Leiter und Lehrer der neuen Internatsschule in Janow Stan für Selkupen. Er erlernte die Selkupische Sprache und beherrschte sie so perfekt, dass er eine selkupische Grammatik verfassen und die Ethnogenese der Samojedischen Völker klären konnte. Nadeschda Konstantinowna Krupskaja interessierte sich für Prokofjews Unterrichtsmethode und traf sich mit ihm. 1929 wurde er Wirkliches Mitglied der Geographischen Gesellschaft der UdSSR.
1929–1931 arbeitete Prokofjew im Auftrage des Komitees für den Norden wieder in der  Tasowski-Tundra. Auf der Reise dorthin verbrachte er zwei Monate in der Bolschesemelskaja-Tundra an der Jugorstraße, um die Nenzische Sprache zu studieren. Er leitete ein Bezirkszentrum beim samojedischen Kulturzentrum in Chosseda-Chard (32 km nördlich von Charuta), studierte die Ortsgeschichte und beteiligte sich an der Ausbildung von Lehrern.
1933 unternahm Prokofjew eine lange Reise in den Autonomen Kreis Taimyr, wo er umfangreiches Material zur Nganasanischen und Enzischn Sprache sammelte. Dann verfasste er Lehrbücher und Grammatiken der Samojedischen Sprachen. Von ihm stammte eine nenzische Fibel in lateinischer Schrift, der dann die Fibel in russischer Schrift folgte. Zwischen den Aufenthalten im Norden und ab dem Herbst 1933 lehrte er am Institut für die Völker des Nordens (INS), am Pädagogischen Herzen-Institut Leningrad und am Institut für das Studium der Völker der UdSSR. Er leitete die Linguistik-Sektion der Forschungsassoziation des INS und war Seniormitarbeiter des Komitees für das neue Alphabet. 1938 wurde er Seniormitarbeiter und Leiter des Sibirienkabinetts  des Instituts für Ethnographie der Akademie der Wissenschaften der UdSSR in Moskau. Dazu hielt er ab 1938 Vorlesungen an der ethnographischen Abteilung der philologischen Fakultät der Universität Leningrad über die Ethnographie der Völker Sibiriens und die Samojedischen Sprachen bis zu seinem Tode während der Leningrader Blockade.
Prokofjew und seine Frau hatten drei Kinder.
Prokofjews Aquarelle und Zeichnungen befinden sich im Archiv des Museums für Anthropologie und Ethnographie der Russischen Akademie der Wissenschaften.